# HD 36496
HD 36496，又名BD+66 401，SAO 13548、HR 1853，是一颗恒星，视星等为6.26，位于銀經146.14，銀緯17.87，其B1900.0坐标为赤經5h 27m 1.6s，赤緯+66° 17.87′ 46″。